# Pseudohadena minuta
Pseudohadena minuta är en fjärilsart som beskrevs av Rudolf Püngeler 1900. Pseudohadena minuta ingår i släktet Pseudohadena och familjen nattflyn. Inga underarter finns listade.